# Ahmed Karahisari
Ahmed Karahisari o Ahmed Şemseddin Karahisari (turc per "Ahmed el sol de la religió, karahisarita", Karahisar, 1497 – Istanbul, 1566) fou un cal·lígraf otomà. El seu deixeble
Hasan Çelebi va continuar l'estil karahisari, en les escriptures sobre pedra de les mesquites Süleymaniye de Fatih, Istanbul i Selimiye d'Edirne.

## Galeria

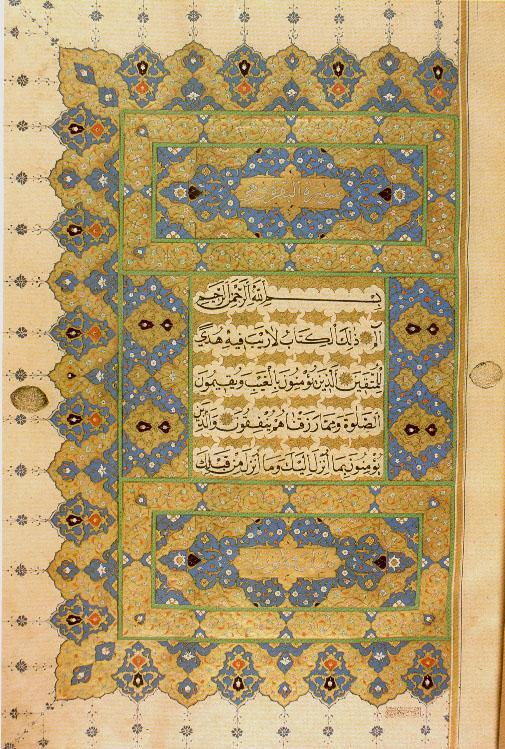
Portada d'Alcorà
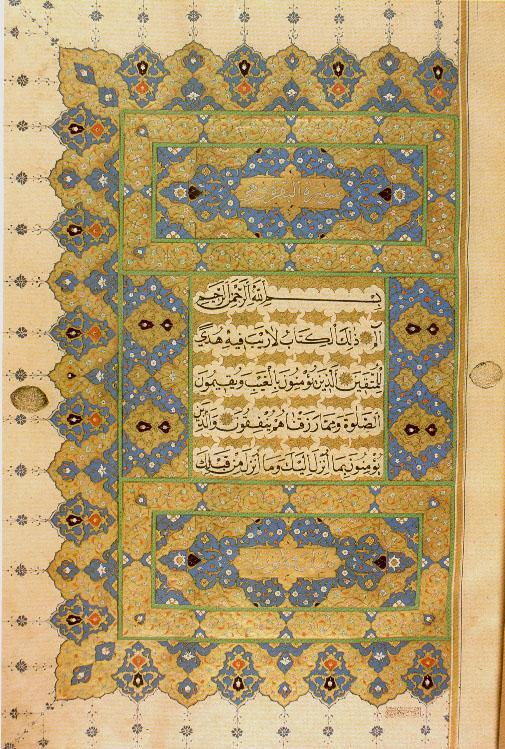
Or i tinta
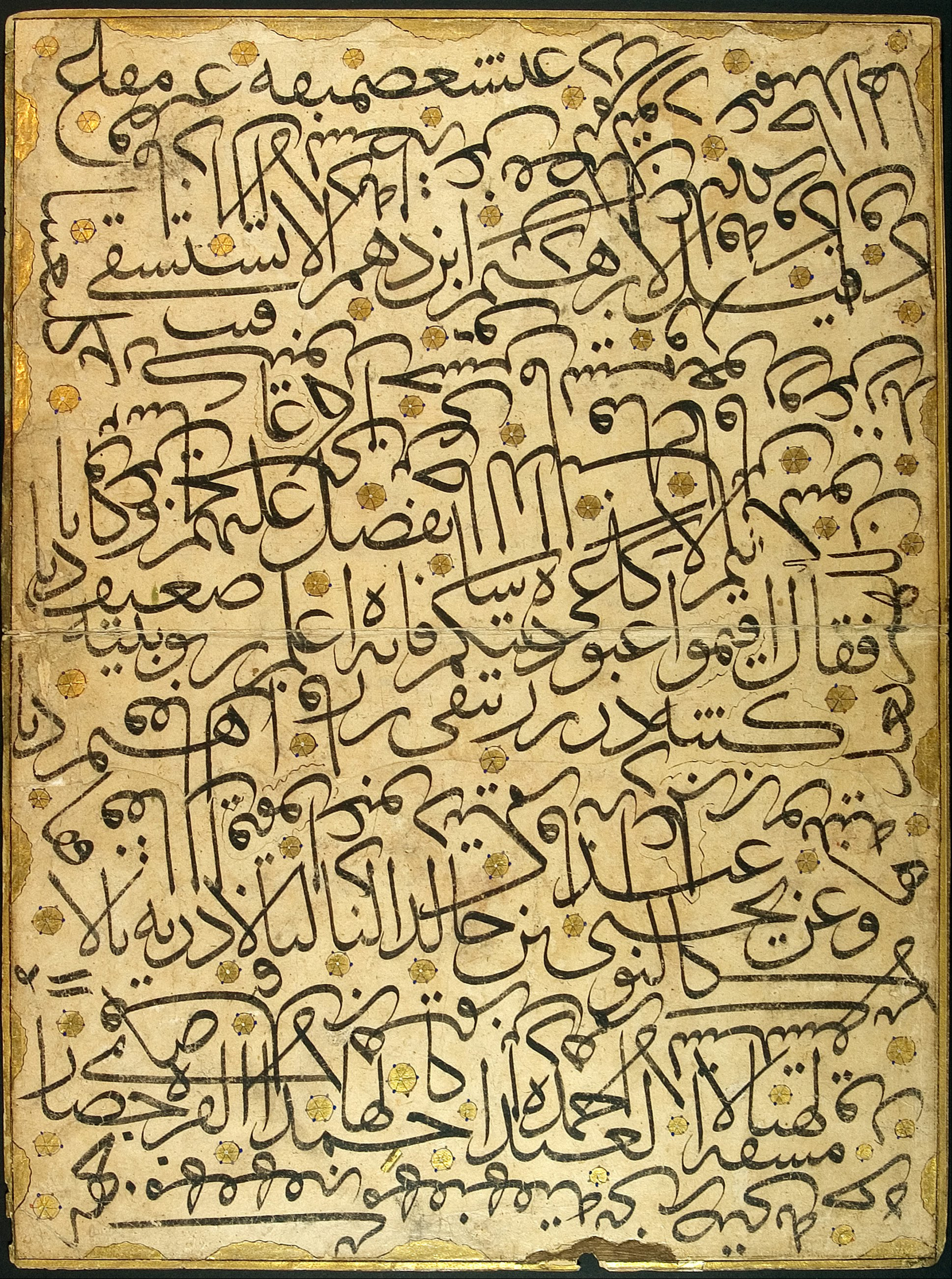
Karalama - Esbós
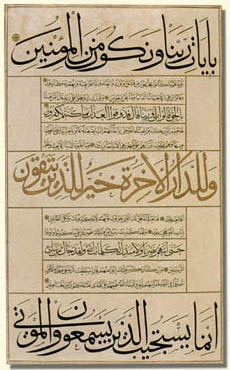
Enam un Sura (Alcorà)